# Carretera Estatal de Idaho 11
La Carretera Estatal de Idaho 11, y abreviada SH 11 (en inglés: Idaho State Highway 11) es una carretera estatal estadounidense ubicada en el estado de Idaho. La carretera inicia en el sur desde la US 12     en Greer hacia el norte en la Forest Service Road No. 247 cerca de Headquarters. La carretera tiene una longitud de 68,4 km (42.481 mi).

## Mantenimiento
Al igual que las autopistas interestatales, y las rutas federales y el resto de carreteras estatales, la Carretera Estatal de Idaho 11 es administrada y mantenida por el Departamento de Transporte de Idaho por sus siglas en inglés ITD.